# Michele Uva
Michele Uva (Matera, 8 novembre 1964) è un dirigente sportivo italiano Ha sviluppato il suo percorso professionale a livello italiano e internazionale nello sport ricoprendo ruoli di vertice nel calcio, pallavolo, pallacanestro e nella CONI Servizi SpA. È stato presidente della Lega pallavolo Serie A femminile e Vice presidente della UEFA. Autore di sette libri (ultimo dei quali “Soldi vs Idee” edito da Mondadori) e di pubblicazioni socio-economiche. Il Financial Times lo ha definito "one of Europe's most powerful football executives" e L'Equipe lo ha soprannominato "Jeune loup - il giovane lupo". Attualmente ricopre il ruolo di Direttore Esecutivo della UEFA..

## Carriera
Dal 2021 ricopre il ruolo di Executive Director della UEFA con responsabilità sui temi della Social & Environmental Sustainability. Si occupa di coniugare tutti gli aspetti della sostenibilità e della responsabilità sociale con le attività della UEFA e del calcio europeo. È stato l’autore della UEFA Sustainability Strategy 2030 e l'ideatore della ESG Strategy per EURO 2024, della Sustainability Infrastrutture Guidilenes, della Circular Economy Guidelines, della Sustainability Catering Guidelines.
È autore di sei libri ed è stato relatore a COP 28, conferenze presso le United Nations, EXPO 2025, WHF a Davos e in numerose università europee. 
Attualmente ricopre anche il ruolo di membro del l'Executive Board della Football for the Goals Foundation.
Inizia il suo percorso professionale di dirigente sportivo nel 1985 nel mondo della pallavolo, prima con la Zinella Volley Bologna, poi con la Sisley Volley di Treviso ed infine diventando direttore generale nella squadra di pallavolo femminile nella sua città, Matera,  con la Latte Rugiada club che vince nei primi anni novanta 7 titoli a livello nazionale (fra cui tre Scudetti e tre Coppa Italia) e 5 a livello europeo (fra cui due Coppa Campioni). Nel periodo, viene anche nominato Presidente della Lega Pallavolo Serie A femminile, incarico che mantiene fino al 1996, anno in cui passa al mondo del calcio.
Dal 1996 al 2001 è direttore generale del Parma, con cui vince Coppa Italia, Supercoppa italiana e Coppa UEFA; fino al novembre 2002 è vicepresidente ed amministratore delegato della Lazio. Dal 2003 al 2006 svolge il ruolo di consulente strategico per la società tedesca, leader nel settore, Sport+Markt AG (oggi Nielsen Sport). Tra il 2005 e il 2006 è direttore generale dell'agenzia di stampa "Il Velino". Nel 2006 passa al basket, diventando per due anni direttore generale della Lottomatica Virtus Roma. Nello stesso periodo riceve incarichi in qualità di consulente del Ministero dello Sport sul tema dell'impiantistica sportiva e per la riscrittura della legge 91/81 sullo sport professionistico. 
Nel 2009 rientra nel calcio nella Federazione, dapprima guidando la candidatura dell'Italia ai campionati europei del 2016, e diventando nel 2010 il direttore di un nuovo dipartimento chiamato "Centro Studi, Sviluppo e Iniziative Speciali". Il 15 maggio 2013 viene nominato Direttore Generale della CONI Servizi SpA, società partecipata al 100% dal Ministero dell'Economia e Finanza. Il 12 settembre 2014, viene nominato Direttore Generale della FIGC ricoprendo nel primo periodo anche ruoli presso la FIFA come Istructor e Match Officer e presso la UEFA in qualità di membro della Commissione National Team Competition e UEFA Delegate. Lascia l’incarico per dimissioni da Direttore generale della Figc il 31 dicembre 2018.
Il 5 aprile 2017 è stato eletto membro del Comitato Esecutivo della UEFA per il quadriennio 2017-2021 durante il 41º Congresso Ordinario della confederazione europea del calcio ad Helsinki, ottenendo 46 voti sui 55. Il 20 settembre 2017 viene nominato Vicepresidente della UEFA. Si dimette dall'incarico il 30 ottobre 2020. 
Nell'aprile del 2017 diviene sub commissario della Lega Serie A, incarico che lascia il 20 settembre 2017. È, inoltre, docente presso Università e Master, anche a livello internazionale, in management delle organizzazioni sportive. 
È stato anche presidente della Commissione Licenze Uefa e Financial Fair Play, vicepresidente del Women's Committee, membro del Financial Committee, membro del Club Competition SA, membro del Strategic Professional Football Council, membro del Strategic Sterrino Committee, membro giuria del Research Grant Programme.

## Riconoscimenti
- "Riconoscimento Speciale" Tommaso Maestrelli - 2015

2015
- Premio USSI

2016
- Premio “Maurizio Maestrelli”

2016
- Premio “Faustino Somma”

2017
- Premio “Oscar del Calcio”

2017
- Premio “Oreste Granillo”

2018
- Premio Città di Potenza “Scognamiglio”

2019
- Premio “Ferruccio Salvetti”

2019
- Premio Heraclea 2024

## Opere
Ha scritto i libri:
- La ripartenza, 2010, Ed. AREL - Il Mulino, scritto con Gianfranco Teotino
- Viaggio nello sport italiano, 2011, scritto con l'economista Marco Vitale[6]
- Il calcio ai tempi dello spread, 2012, Ed. AREL - Il Mulino, scritto con Gianfranco Teotino con la collaborazione di Niccolò Donna
- Viaggio nello sport italiano, 2013
- Il Calcio Conta, 2014. Ed. Rai ERI e BUR. Scritto con Niccolo' Donna e Gianfranco Teotino
- Campionesse, 2018. Ed. Giunti. Scritto con Moris Gasparri
- Soldi vs Idee, 2023. Ed. Mondadori. Scritto con Maria Luisa Colledani

Ha scritto la prefazione dei libri:
- Stadi d'Italia. La storia del calcio italiano attraverso i suoi templi 2017. Ed. ICS
- Donne di calico , 2019 – Tiziana Pikler Ed. Alley Oop – Il Sole 24 Ore
- La Prima Punta, 2019 – Carolina Morace ed. People
- Sport Architecture. Design, construction and management of sport infrastructure, 2020 – ed. LetteraVentidue Edizioni S.r.l.
- Con il Matera nel cuore – Stefano Mele ed. Antezza

Ideatore e coordinatore di:
- ReportCalcio 2011, 2012 e 2013, rapporto annuale sul calcio italiano, prodotto da FIGC, AREL e PWC
- Bilancio Sociale della FIGC dal 2012
- Bilancio Integrato della FIGC dal 2015